# San Carlos de Río Negro
San Carlos de Río Negro ist ein Dorf in Venezuela, Verwaltungsort des Municipio Río Negro. Die Einwohnerzahl beträgt etwa 1200 Menschen.

## Geschichte
Das Dorf wurde im Jahr 1759 im Rahmen der Expedition von José Solano y Bote gegründet. Alexander von Humboldt besuchte San Carlos im Jahr 1800 und unternahm dort Untersuchungen zu Geologie und Biologie.

## Geographie
San Carlos befindet sich am Ufer des Río Negro im Gebiet des Amazonasregenwaldes. Am anderen Flussufer liegt Kolumbien; auch die Grenze zu Brasilien liegt nicht weit entfernt.

### Klima
Die Region hat eine Durchschnittstemperatur von 26,6 °C.